# تریچسانتس کیریلوی
تریچسانتس کیریلوی (نام علمی: Trichosanthes kirilowii) نام یک گونه از تیره کدوییان است.